# G3: Rockin’ in the Free World
A G3: Rockin' in the Free World egy dupla koncertlemez, mely a 2003-as G3 koncertsorozat Kansas City-beli The Uptown Theater-ben került felvételre 2003. október 21-én. Később a turnéból egy koncertfilm is készült G3: Live in Denver címmel. Az első lemezen a három közreműködő előadása hallható, míg a másodikon a G3 Jam, azaz mikor mindhárom gitáros együtt játszik.

## Számlista

### CD 1
Joe Satriani
1. "The Extremist" – 3:51
2. "Crystal Planet" – 4:41
3. "Always With Me, Always With You" – 4:16
4. "Midnight" – 3:05
5. "The Mystical Potato Head Groove Thing" – 5:32

Steve Vai
1. "You're Here" – 3:33
2. "Reaping" – 7:05
3. "Whispering a Prayer" – 9:27

Yngwie Malmsteen
1. "Blitzkrieg" – 2:48
2. "Trilogy Suite Op. 5: The First Movement" – 8:07
3. "Red House" (Jimi Hendrix) – 4:25
4. "Fugue" – 3:37
5. "Finale" – 2:54

### CD 2
1. "Voodoo Child" (Hendrix) – 10:46
2. "Little Wing" (Hendrix) – 6:08
3. "Rockin' in the Free World" (Neil Young) – 12:29

## Közreműködők
Joe Satriani
- Matt Bissonette – basszusgitár
- Jeff Campitelli – dobok
- Galen Henson – gitár

Steve Vai
- Tony MacAlpine – gitár és billentyűs hangszerek
- Dave Weiner – gitár
- Billy Sheehan – basszusgitár
- Jeremy Colson – dobok

Yngwie Malmsteen
- Patrick Johannsen – dobok
- Mick Cervino – basszusgitár
- Jocke Svalberg – billentyűs hangszerek